# Psicología militar
La psicología militar es la investigación, diseño y aplicación de teorías psicológicas y de experimentaciones para el conocimiento, predicción y recuento de los comportamientos tanto de las fuerzas armadas propias como de las enemigas o de la población civil que pueden ser indeseados, amenazantes o potencialmente peligrosos para llevar a cabo las operaciones militares.
La psicología militar es aplicada en el counseling y el tratamiento del estrés y el cansancio del personal militar así como en el tratamiento del trauma psicológico sufrido como consecuencia de las operaciones militares.
Otro uso de la psicología militar es en el interrogatorio de los prisioneros quienes pueden llegar a proveer información que podría aumentar los resultados favorables de dichas operaciones o reducirlas.

## Historia de la psicología militar
El estrés psicológico y los trastornos mentales siempre han sido parte de la vida militar, especialmente durante y luego de las guerras, pero la sección de salud mental de la psicología militar no ha sido tan tenida en cuenta como hoy en día. Hay mucha más investigación y conciencia sobre esta área. 
Una de las principales instituciones creadas para el cuidado de los pacientes psiquiátricos militares fue la Santa Elizabeth, antiguamente conocida como el "Hospital del Gobierno para el enfermo mental de los Estados Unidos", fundado por el Congreso en 1855. Está ubicado en Washington D. C. y actualmente se encuentra en mal estado a pesar de los operativos de reactivación, con planes de inicio para el 2010.

## Psicólogos militares
Ejemplos de las diversas formas en las que los psicólogos militares pueden hacer una diferencia son: sus trabajos en salud mental y counseling familiar, investigaciones para ayudar a seleccionar reclutas para las fuerzas armadas determinando cuáles de ellos van a adaptarse mejor en cada uno de los posibles trabajos, y sus análisis en misiones humanitarias para determinar distintos procedimientos que pueden salvar la vida tanto de militares como de civiles. Algunos de los psicólogos militares también trabajan para mejorar las vidas del personal de servicio y de sus familias. Otros se dedican a programas de políticas sociales dentro de las fuerzas que son diseñados para aumentar la diversidad e igualdad de oportunidades.
Programas más modernos emplean las habilidades y el conocimiento de los psicólogos militares para tratar cuestiones como la integración de diversas etnias y grupos raciales dentro de las fuerzas y reducir la agresión sexual y discriminación. Otros asisten en emplear mujeres en posiciones de combate tradicionalmente ocupadas por hombres. Algunos psicólogos militares ayudan a utilizar a reclutas con bajas aptitudes y a rehabilitar adictos y miembros del servicio de heridos. Están a cargo de las pruebas de drogas y del tratamiento de los problemas relacionados con el estilo de vida, como el alcohol y el abuso de sustancias. Actualmente, los consejos de los psicólogos militares son escuchados y tomados más seriamente dentro de las consideraciones para las políticas nacionales mucho más que antes.
Hay hoy en día más psicólogos empleados por el departamento de defensa de los Estados Unidos que por ninguna otra organización en el mundo. Desde la reducción del ejército en los años 90, sin embargo, ha habido una reducción correlativa de las investigaciones psicológicas y del apoyo en las fuerzas armadas.
Las pruebas de los psicólogos militares de las Fuerzas armadas españolas consisten en una prueba de conocimiento, una prueba de inglés, pruebas psicofísicas y pruebas médicas.Existe un límite de edad de 31 años.

## Comienzos de la psicología militar
En 1890 James McKeen Cattell acuñó el término "tests mentales". Cattell estudió junto a Wundt en Leipzig, Europa y abogó fervientemente para que la psicología sea vista como una ciencia al igual que las ciencias físicas y de la vida. 
Promovió la necesidad de estandarizar los procedimientos, el uso de normas y respaldó el uso del análisis estadístico para estudiar las diferencias individuales. Fue inquebrantable en su oposición frente a la participación de EE.UU en la Primera Guerra Mundial.
Lightner Witmer, quien también trabajó con Wundt, cambió para siempre la escena de la psicología desde su puesto en la Universidad de Pensilvania al acuñar el término "psicología clínica" y diseñar un programa de entrenamiento y estudio. Este modelo aún se sigue aplicando en la actualidad. Once años después, en 1907, Witmer fundó la revista de divulgación The Psychological Clinic.